# Грацидии
Грацидиите (Gratidi, Gratidius) са фамилия от Арпинум в Древен Рим.
Известни с това име:
- Марк Грацидий, магистрат и добър оратор
  - Марк Марий Грацидиан, претор 85 и 84 пр.н.е.
  - Грациана, съпруга на Катилина
- Марк Грацидий, легат при Квинт Тулий Цицерон в Азия